# NGC 131
NGC 131 este o galaxie spirală situată în constelația Sculptorul, membră a grupului de galaxii NGC 134. A fost descoperită în 25 septembrie 1834 de către John Herschel.